# Graeffea meridionalis
Graeffea meridionalis är en insektsart som först beskrevs av Günther 1932.  Graeffea meridionalis ingår i släktet Graeffea och familjen Phasmatidae. Inga underarter finns listade i Catalogue of Life.